# Düsseldorf Festival
Das düsseldorf festival!, früher altstadtherbst kulturfestival düsseldorf, ist ein jährlich organisiertes 19-tägiges Kulturfestival in Düsseldorf. Es findet in der Regel von Mitte September bis Anfang Oktober in der Düsseldorfer Altstadt statt. Spielstätten sind ein großes Theaterzelt auf dem Burgplatz, Kirchen, Museen, Industrieräume und Galerien in der Altstadt und der gesamten Düsseldorfer Innenstadt. Das Festival wurde 1991 als Privatinitiative ins Leben gerufen und hat im Laufe der Jahre überregionale Bedeutung erlangt. Die rund 60 Veranstaltungen ziehen alljährlich über 20.000 Besucher an.

## Konzept
Schwerpunkt des Festivals bilden spartenübergreifende Musik- und Theaterveranstaltungen. Besonderes Augenmerk der Verantwortlichen liegt auf neuen Tanz- und Zirkusproduktionen. Hierbei wird besonders auf innovative und außergewöhnliche künstlerische Ausdrucksmittel geachtet. Die Spielstätten sind dabei so gewählt, dass beim Besucher keine Schwellenangst entsteht mit dem Ziel, so ein breites Publikum anzusprechen. Unkonventionalität herrscht auch bei der Auswahl der Künstler. Stars stehen neben Newcomern, heimische neben weitgereisten Künstlern auf der Bühne.

## Organisation und Finanzierung
Christiane Oxenfort und Andreas Dahmen sind die künstlerischen Leiter des Festivals und Geschäftsführer der Düsseldorf Festival gemeinnützige GmbH. Dem Kuratorium des Festivals gehören Persönlichkeiten des öffentlichen Lebens in Düsseldorf an. Getragen und gefördert wird das Festival durch viele private Sponsoren, die Stadt Düsseldorf sowie das Land Nordrhein-Westfalen.
Das Budget 2011 umfasst etwa 1,2 Millionen Euro sowie etwa 300.000 Euro Sachspenden.